# Joseph Ferche
Joseph Ferche (* 9. April 1888 in Pschow; † 23. September 1965 in Köln) war deutscher Geistlicher und römisch-katholischer Weihbischof in Breslau und Köln.

## Leben
Joseph Ferche studierte nach dem Besuch der Volksschule und Gymnasium in Gleiwitz Philosophie und Theologie in Breslau. Hier wurde er Mitglied der katholischen Studentenverbindung K.St.V. Alania im KV. Am 22. Juni 1911 empfing er in Breslau die Priesterweihe. Als Kaplan war er zunächst in Königshütte tätig; als dieses Gebiet 1922 polnisch wurde, war er Pfarrer in den damals deutsch gebliebenen Städten Ohlau (1922–1927) und Cosel. Zudem war er Präses einer Marienstiftung in Breslau, die als „Wohltätigkeitsanstalt zur Hebung und Besserung weiblicher Dienstboten“ diente (als Stellvertreter bevollmächtigte er am 27. März 1946 Franz Zdralek). Am 30. September 1931 wurde er zum  Breslauer Domkapitular ernannt.
Am 16. August 1940 wurde er von Pius XII. zum Weihbischof in Breslau und zum Titularbischof von Vina ernannt. Die Bischofsweihe spendete ihm der Erzbischof von Breslau, Adolf Kardinal Bertram, am 29. September 1940. Mitkonsekratoren waren der Hildesheimer Bischof Joseph Godehard Machens und der Koadjutor von Meißen, Heinrich Wienken.
Bei einer Visitationsreise als Weihbischof in das seit 1939 wieder zu Deutschland gehörende Olsa-Gebiet sprach er seine Zuhörer auch in polnischer und tschechischer Sprache an. Das Reichssicherheitshauptamt verhängte daraufhin gegen ihn ein Redeverbot für das gesamte Deutsche Reich und wies ihn aus Schlesien aus. Diese Ausweisung wurde später wieder aufgehoben.
Ferche blieb auch nach der Kapitulation der „Festung Breslau“ nach der Schlacht um Breslau in der Stadt und übte seine bischöflichen Funktionen weiter aus. Am 15. September 1946 wurde er, da Schlesien an Polen gefallen war, ausgewiesen und ging zunächst in die Sowjetische Besatzungszone. Anschließend fand er im Erzbistum Köln Aufnahme, zu dessen Weihbischof er am 27. März 1947 ernannt und kurz darauf auch in das Kölner Domkapitel berufen wurde.
Ferche übernahm 1950 den Vorsitz des Diözesancaritasverbandes und nahm sich der Heimatvertriebenen und besonders seiner schlesischen Landsleute an.
Zu seinem 70. Geburtstag wurde ihm das Große Bundesverdienstkreuz des Verdienstordens der Bundesrepublik Deutschland verliehen. Papst Johannes XXIII. ernannte ihn am 22. Juni 1961 zum Päpstlichen Thronassistenten. Seit 1954 war er bereits Ehrendomherr des Domkapitels des Bistums Tarbes und Lourdes.
Ferche nahm an den ersten drei Sitzungsperioden des Zweiten Vatikanischen Konzils als Konzilsvater teil.
Ferche wurde am 25. Jahrestag seiner Bischofsweihe, am 29. September 1965, in der Domherrengruft des Kölner Doms beigesetzt. Das Requiem hielt der päpstliche Nuntius Corrado Bafile. Kardinal Joseph Frings hatte seine Tätigkeit auf dem Zweiten Vatikanischen Konzil in Rom unterbrochen und war nach Köln gereist, um dabei die Predigt zu halten.

## Ehrungen
- Ehrenphilister der katholischen Studentenverbindung Unitas-Breslau zu Köln (KV)
- Ehrenphilister der katholischen Studentenverbindung K.St.V. Arminia Bonn (KV)
- 1948: Ehrenmitglied der katholischen Studentenverbindung KDStV Ascania Bonn im CV
- 1950: Ehrenmitglied der katholischen Studentenverbindung VKDSt Eckart (Strassburg) Köln im CV
- 1956: Ehrenmitglied der katholischen Studentenverbindung KDStV Winfridia (Breslau) Münster im CV
- 1962: Schlesierschild der Landsmannschaft Schlesien